# Dramatis
Dramatis är en brittisk New Wave-grupp. Den bildades i början av 1980-talet av Chris Payne (sång, keyboards), Rrussell Bell (gitarr, keyboards), Cedric Sharpley (trummor) och Dennis Haines (keyboards) som alla var medlemmar av Gary Numans kompgrupp. Gruppen bildades efter att Numan beslutat sig för att sluta ge livekonserter 1981.
Dramatis utgav sju singlar och ett album innan de splittrades 1982. De fick 1981 en hitlåt med Love Needs No Disguise (med sång av Numan) som nådde 33:e plats på brittiska singellistan och en mindre hit året därpå med I Can See Her Now på singellistans 57:e plats. Deras enda album For Future Reference, senare utgivet som The Dramatis Project, utkom 1981. Dramatis har även komponerat musik till olika TV-program och var ofta anlitade för sina multiinstrumentella talanger.
År 2013 återbildade Chris Payne och Rrussell Bell Dramatis och spelade in nya låtar till ett album.

## Diskografi
Album
- For Future Reference – 1981

Singlar
- Ex Luna Scentia – 1981
- Oh! Twenty Twenty Five – 1981
- No One Lives Forever – 1981
- Love Needs No Disguise (Dramatis/Gary Numan) – 1981
- Face On The Wall – 1982
- The Shame – 1982
- I Can See Her Now – 1982[2]